# Il libro degli esseri a malapena immaginabili
Il libro degli esseri a malapena immaginabili (The Book of Barely Imagined Beings: A 21st Century Bestiary) è un saggio di zoologia dello scrittore inglese Caspar Henderson, che descrive alcuni dei più particolari animali presenti in natura.

## Storia editoriale
Il libro è stato pubblicato per la prima volta dalla casa editrice inglese Granta, nel 2012, corredato dai disegni dell'illustratrice Golbanou Moghaddas. L'anno successivo venne pubblicato anche negli Stati Uniti dalla University of Chicago Press.
Tra il 2015 e il 2022 è stato tradotto in francese, in russo, in estone, in cinese, in polacco, in italiano (per Adelphi), in turco, in coreano e in spagnolo.

## Contenuto
Il libro è suddiviso in capitoli, ognuno dedicato ad un animale diverso, per un totale di 27 capitoli disposti in ordine alfabetico. Molte di queste, per ammissione dello stesso Henderson, hanno un aspetto ripugnante, che nasconde però una serie di comportamenti e caratteristiche interessanti. Gli animali descritti sono l'axolotl, la spugna barile, la stella corona di spine, il delfino, l'anguilla e la murena, i vermi piatti, Gonodactylus smithii, l'essere umano, Iridogorgia pourtalesii, il macaco giapponese, il tasso del miele e l'indicatore golanera, la tartaruga liuto, Phidippus mystaceus, il nautilo, il polpo, il pesce palla, il Quetzalcoatlus, la balena franca, la farfalla di mare, il diavolo spinoso, lo squalo goblin, il cinto di Venere, il tardigrado, la civetta baffuta, gli Xenophyophorea, il granchio yeti e il pesce zebra.

## Edizioni
- (EN) Caspar Henderson, The Book of Barely Imagined Beings: A 21st Century Bestiary, illustrazioni di Golbanou Moghaddas, Granta, 2012.
- Caspar Henderson, Il libro degli esseri a malapena immaginabili, traduzione di Massimo Bocchiola, illustrazioni di Roberto Abbiati, Adelphi, 2018.